# Flugplatz

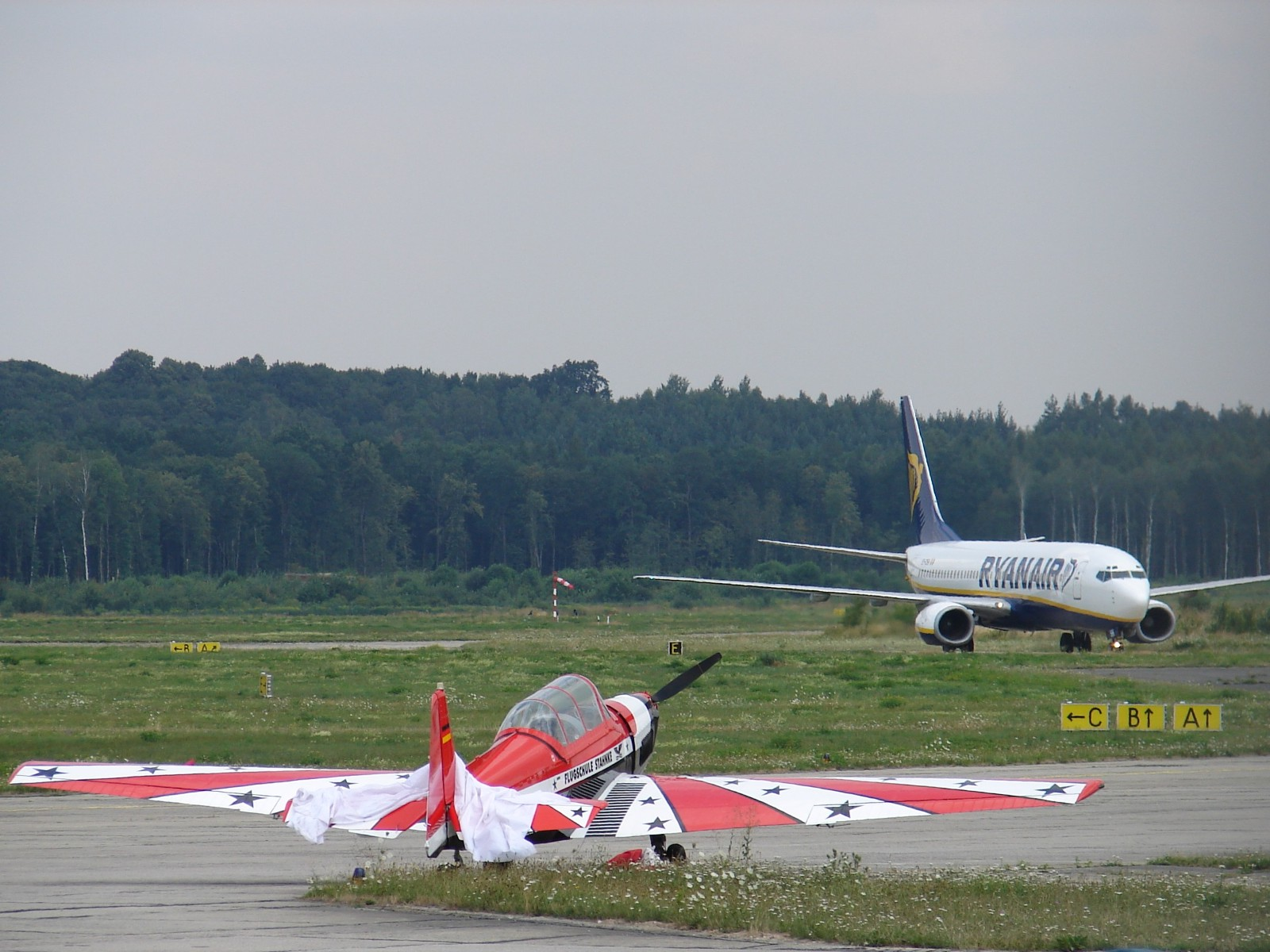
Leipzig-Altenburg Airport

Flugplatz (veraltet Aerodrom, englisch aerodrome) ist der deutsche Oberbegriff für unterschiedliche als Start- und/oder Landeplatz für Luftfahrzeuge bestimmte Flächen an Land bzw. zu Wasser sowie die zugehörige Infrastruktur. Unterbegriffe im Deutschen sind insbesondere Flughafen, Landeplatz, Flugfeld und Segelfluggelände. Gerade aufgrund des internationalen Luftverkehrs ist in Deutschland auch der englische Begriff Airport anzutreffen, meist als Eigenbezeichnung von Flugplätzen aus Marketinggründen.

## Allgemeines
Im allgemeinen Sprachgebrauch  bezeichnet man mit Flugplatz bzw. Flugfeld i. d. R. kleinere bis mittlere, teils unbefestigte Einrichtungen, an denen Flugzeuge starten können, größere Anlagen mit Abfertigungshallen, befestigten Roll-, Start- und Landebahnen werden umgangssprachlich meist Flughafen genannt, für den Start und die Landung von Hubschraubern bestimmte Flächen als Hubschrauberlandeplatz oder Heliport. Dies deckt sich nur zum Teil mit der rechtlichen Ausgestaltung der Begriffe, die sich nicht allein an der Größe bemisst (vgl. Abschnitt zur Situation in Deutschland). Im Folgenden wird Flugplatz als Oberbegriff für alle vorgesehenen Start- und Landeorte von Luftfahrzeugen verwendet.
Ultraleichtfluggelände sind nach dieser Definition auch Flugplätze. Sie werden in Deutschland im Normalfall als Sonderlandeplätze gemäß § 6 des Luftverkehrsgesetzes in Verbindung mit den §§ 49–53 der Luftverkehrs-Zulassungs-Ordnung genehmigt. Dabei ist die Betriebsgenehmigung auf Ultraleichtflugzeuge oder Luftsportgeräte eingeschränkt. Alternativ dazu kann ein Ultraleichtfluggelände über § 25 des Luftverkehrsgesetzes (Außenlande- und -startgenehmigung) genehmigt werden.
Die Internationale Zivilluftfahrtorganisation (ICAO) regelt Flugplatzinfrastruktur und -beschaffenheit detailliert in Abhängigkeit von der beabsichtigten Verwendung und den jeweiligen Gegebenheiten.
Die Verwendungszwecke von Flugplätzen sind recht heterogen. Sie reichen vom Abstellort einzelner Agrarflugzeuge und privater Reiseflugzeuge über den individuellen oder vereinsmäßigen Luftsport, die Abwicklung von Geschäftsflugverkehr bis hin zur Anbindung ganzer Länder an den internationalen Flugverkehr. Es gibt private, öffentlich zugängliche, zivile, militärische und gemischt genutzte (FAA: joint-use) Flugplätze. Ebenso existieren eigene Flugplätze für den Passagier- und Frachtverkehr, aber auch hier gibt es Mischungen; siehe zum Beispiel das Frachtterminal am sonst eher als Passagierflughafen bekannten Flughafen Frankfurt.
Besonders heterogen ist das Fluggastaufkommen an Flugplätzen: Flugplätze mit wenigen Passagieren im Jahr stehen Flugplätze wie der Hartsfield–Jackson Atlanta International Airport entgegen, an denen mehr als 100 Millionen Fluggäste im Jahr abgefertigt werden.
Dementsprechend unterschiedlich fällt auch die vorhandene Infrastruktur aus: Flugplätze reichen dabei von einzelnen Hubschrauberlandeplätzen und unbefestigten Erd-, Sand- oder Graspisten ohne sonstige Infrastruktur (international aus dem Englischen kommend oft als Airstrip bezeichnet) über Anlagen für den Segelflug und die oft mehrere Hektar großen Flugbetriebsflächen für die allgemeine Luftfahrt bis hin zu den ausgedehnten Flächen großer internationaler Flughäfen.
Je nach Anzahl und Art der Flugbewegungen können unterschiedliche Maßnahmen zur Flugsicherung notwendig werden. Eine wichtige resultierende Unterscheidung wird im Folgenden dargestellt.

### Kontrollierte und unkontrollierte Flugplätze
Jeder Flugplatz ist je nach Art der Verkehrsabwicklung entweder kontrolliert (US-englisch towered) oder unkontrolliert (US-englisch non-towered). Die weitaus meisten Zivilflugplätze sind unkontrolliert. Selbst Regionalflugplätze mit nicht gewerblichem Verkehr (für Luftfahrzeuge unter 14 t Höchstmasse) können unkontrolliert sein.

#### Kontrollierte Flugplätze
Kontrollierte Plätze verfügen zur Bewältigung ihres Verkehrsaufkommens über eine Platzkontrollstelle und eine aktivierte Kontrollzone. Der an-, ab- und durchfliegende Verkehr wird von der Platzkontrollstelle, üblicherweise einem Fluglotsen im Tower, gelenkt. Kontrollierte Flugplätze sind beispielsweise große Verkehrsflughäfen, aber auch viele Militärflugplätze. Der Status „kontrolliert“ kann dauerhaft bestehen (beispielsweise bei Internationalen Verkehrsflughäfen) oder je nach Bedarf vorübergehend aktiviert werden (das ist bei militärischen Flugplätzen häufig der Fall).

#### Unkontrollierte Flugplätze

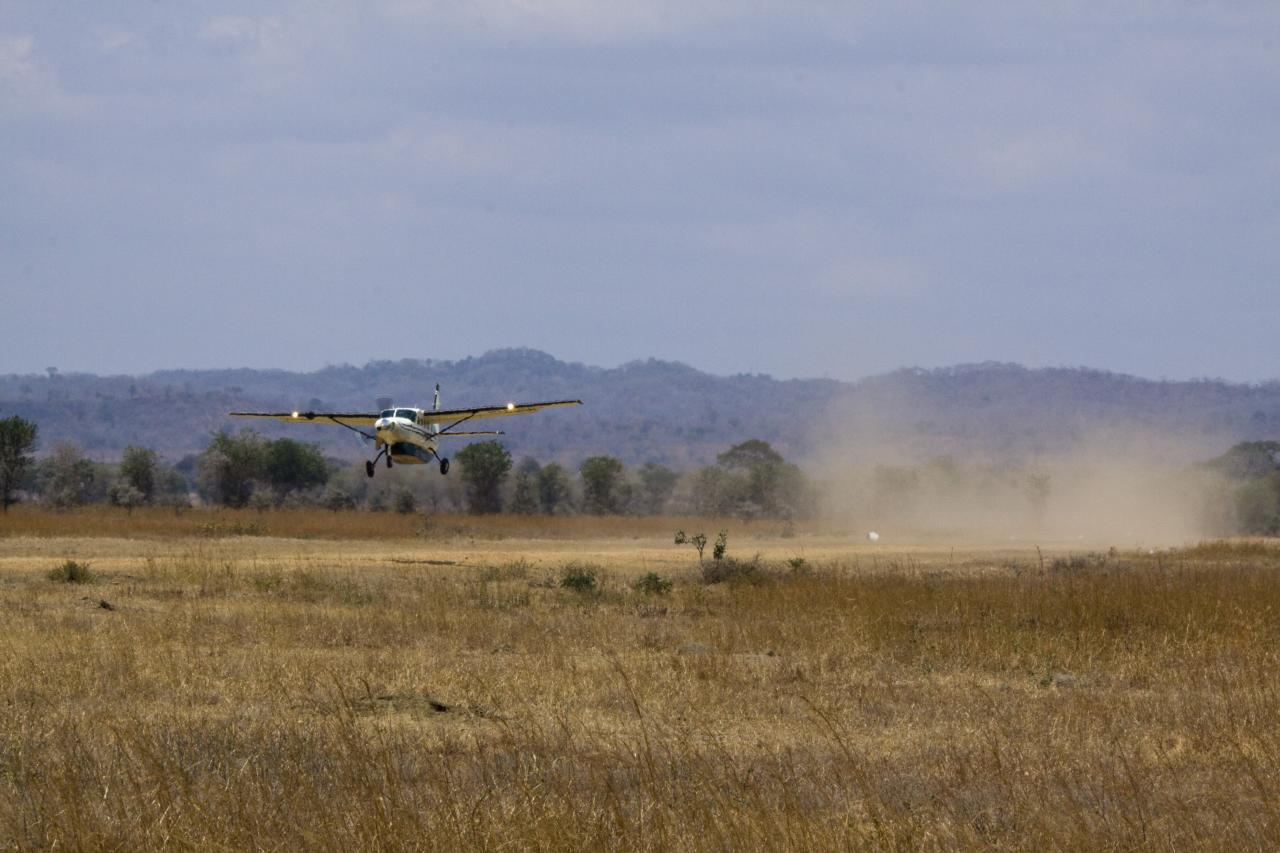
Mikumi Airstrip mit Sandpiste bei der Parkverwaltung des Mikumi-Nationalparks in der Region Morogoro, Tansania

Im Sprachgebrauch des internationalen Luftverkehrs werden unkontrollierte Flugplätze mit oft unbefestigten Start- und Landebahnen als Airstrip bezeichnet. Viele haben einen ICAO-Code, aber selten einen IATA-Code.
An unkontrollierten Plätzen findet keine zentrale Verkehrslenkung statt, sondern jeder Luftfahrzeugführer ist selbst für die Einordnung in den Platzverkehr und die Einhaltung von Sicherheitsabständen verantwortlich. Die Größe unkontrollierter Plätze reicht vom kleinen Fluggelände für Luftsport bis zum Regionalflughafen.
Nach deutschem Luftrecht muss an den meisten unkontrollierten Plätzen ein Flugleiter am Boden tätig sein, der dem Platzverkehr Informationen erteilt und Flugbewegungen dokumentiert, jedoch keine generelle Befugnis zur Verkehrslenkung hat. International tauschen an unkontrollierten Plätzen die Piloten ohne zentrale Leitstelle untereinander Informationen aus.

#### Unkontrollierte Flugplätze mit IFR-Verkehr
Findet an einem unkontrollierten Flugplatz gelegentlich auch IFR-Verkehr statt, ist im dortigen Luftraum G eine Radio Mandatory Zone (RMZ) definiert, die durchfliegende Luftfahrzeuge zum Funkkontakt mit dem Flugplatz verpflichtet. An diesen Plätzen wird Aerodrome Flight Information Service vorgehalten.

## Flugplätze in Deutschland
Im deutschen Luftfahrtrecht werden Flugplätze sowohl nach ihrer Verwendung als auch nach den daraus resultierenden (auch baurechtlichen) Genehmigungspflichten unterteilt. Näheres dazu ist im Luftverkehrsgesetz (LuftVG) und der Luftverkehrs-Zulassungs-Ordnung (LuftVZO) geregelt.
Laut § 6 (1) LuftVG werden als Flugplätze definiert:
- Flughäfen (nach § 38 (2) LuftVZO unterteilt in Verkehrsflughäfen und Sonderflughäfen)

- Landeplätze (gemäß § 49 (1) LuftVZO  unterscheidet das Recht hier Verkehrs- und Sonderlandeplätze)

- Segelfluggelände (Regelungen hierzu finden sich in §54 Abs. 2 LuftVZO)

Die Errichtung von Flugplätzen unterliegt einem formalen Genehmigungsverfahren. Abhängig von der Art des Flugplatzes und des Flugbetriebes können Bauschutzbereiche festgelegt werden. In diesen ist die Erstellung und Veränderung von Bauwerken (Gebäude, aber auch Antennen, Windenergieanlagen etc.) besonders genehmigungspflichtig und es können zusätzliche Beschränkungen (Höhenbegrenzung, vorgeschriebene Farbmarkierungen und Befeuerung) auferlegt werden (§§ 6 ff. LuftVG).
In der Bundesrepublik Deutschland dürfen Flugzeuge und Luftsportgeräte im Regelfall nicht außerhalb zugelassener Flugplätze bzw. Sportfluggelände starten und landen (sog. Flugplatzzwang, § 25 Abs. 1 S. 1 i. V. m. §§ 6 ff. LuftVG).
Wasserflugplätze werden im deutschen Recht weitgehend wie solche an Land behandelt, lediglich hinsichtlich der Genehmigung und Sicherung machen §§ 40,  46 LuftVZO einen Unterschied. Es gibt allerdings in Deutschland gegenwärtig nur sehr wenige Wasserlandeplätze (siehe Liste der Wasserlandeplätze in Deutschland). Zu beachten ist allerdings, dass Wasserflugzeuge und Flugboote nach der Wasserung rechtlich als Boot bzw. Schiff gelten, sodass entsprechende Voraussetzungen erfüllt sein müssen.
Gemäß § 30 Abs. 1 LuftVG gelten viele dieser Regelungen nicht für die Bundeswehr, NATO-Truppen und andere ausländische Truppen, die in Deutschland üben. Daher sind Militärflugplätze zu einem gewissen Grad aus der oben stehenden Systematik gelöst und werden daher getrennt behandelt.

### Flughäfen
Flughäfen sind große Flugplätze, in der Regel für den Betrieb mit Passagier- und Frachtflugzeugen zugelassen. Sie verfügen in der Regel über die dazu notwendige Infrastruktur und liegen meist innerhalb einer Kontrollzone, die von Fluglotsen eines entsprechenden Flugsicherungsunternehmens beaufsichtigt wird. In Deutschland wird rechtlich zwischen Verkehrsflughäfen (Flughafen für den allgemeinen Verkehr) und Sonderflughäfen (Flughafen für spezielle Zwecke) unterschieden. Außerdem unterscheidet man einerseits umgangssprachlich zwischen internationalen Verkehrsflughäfen und Regionalflughäfen, andererseits gelten Flughäfen, an denen die Flugsicherungsdienste von der Deutschen Flugsicherung (DFS) erbracht werden, als internationale Flughäfen. So gilt der Flughafen Münster/Osnabrück rechtlich als internationaler Flughafen, wird aber wegen seiner Größe häufig als Regionalflughafen bezeichnet. Die Anerkennung eines Flugplatzes als Verkehrsflughafen sagt nichts über dessen Ausstattung und luftrechtliche Ausgestaltung aus.
Sonderflughäfen sind nicht zugelassen für den allgemeinen Luftverkehr. Vor der Benutzung eines Sonderflughafens ist die Genehmigung des Platzbetreibers einzuholen. Flughäfen besitzen einen Bauschutzbereich nach § 12 LuftVG. Bauschutzbereich bedeutet, dass Bauvorhaben, die die Flächen des Bauschutzbereiches durchstoßen, neben der Baugenehmigung noch einer luftrechtlichen Genehmigung bedürfen. Die Deutsche Flugsicherung muss eine Stellungnahme zu den Hindernissen abgeben, die die Flächen des Bauschutzbereichs durchdringen.

### Landeplätze

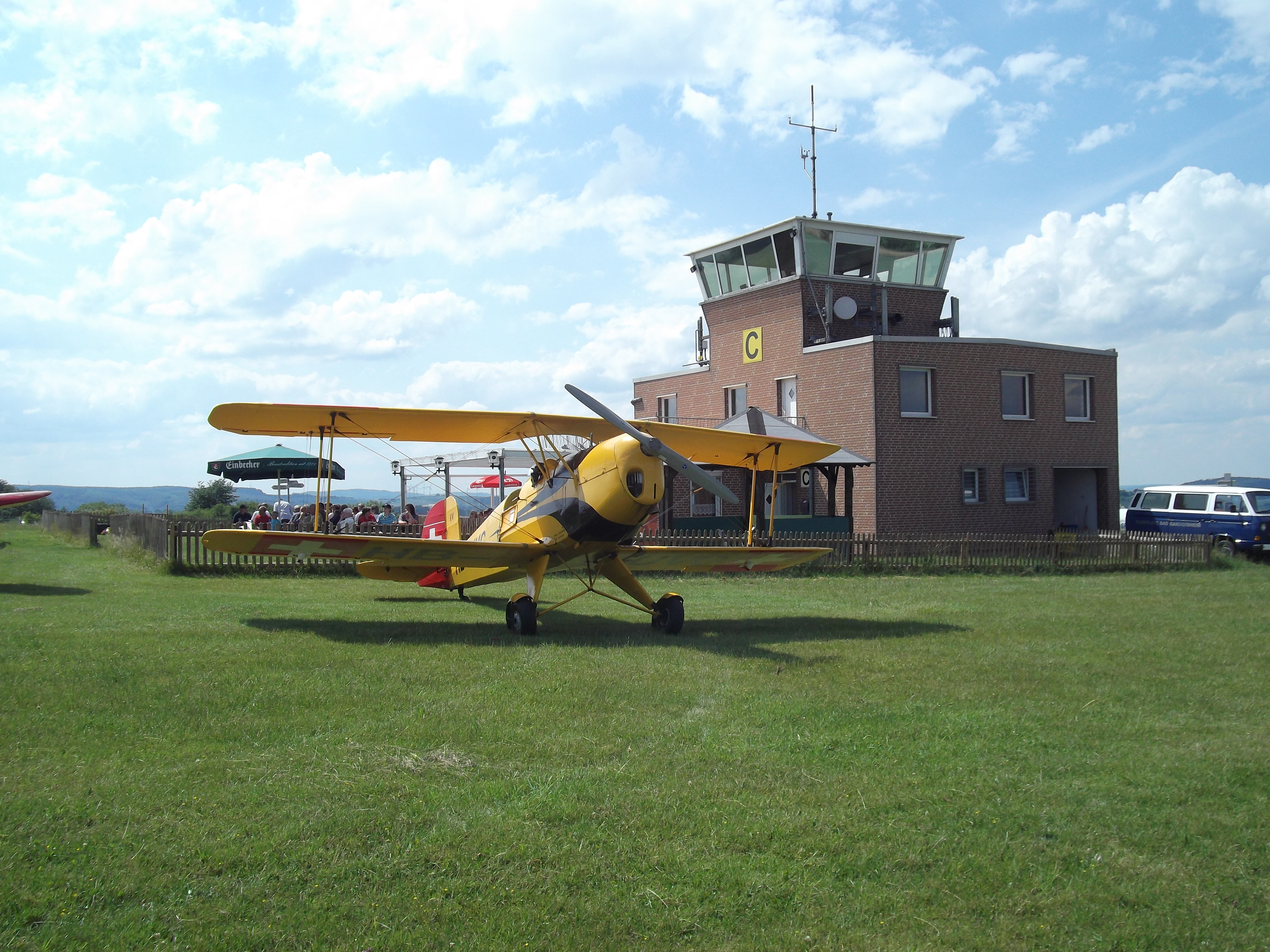
Flugleitungsgebäude des unkontrollierten Verkehrslandeplatzes Bad Gandersheim

Landeplätze dienen vorwiegend der Allgemeinen Luftfahrt. Man unterscheidet in Verkehrslandeplätze und Sonderlandeplätze.
Landeplätze mit IFR-Flugbetrieb verfügen bei hohem Verkehrsaufkommen über eine Kontrollzone, innerhalb derer sämtliche Flug- und Rollbewegungen der Flugverkehrskontrolle unterliegen; bei nur gelegentlichem IFR-Verkehr wird anstelle der Kontrollzone im Luftraum G eine Radio Mandatory Zone (RMZ) aktiviert. Generell findet an Landeplätzen jedoch vorwiegend Sichtflug-Verkehr statt.
Verkehrslandeplätze haben eine festgelegte, im Luftfahrthandbuch (Teil AIP VFR) veröffentlichte Betriebspflicht, das heißt Zeiten, zu denen sie geöffnet und anfliegbar sein müssen. Vor der Benutzung eines Sonderlandeplatzes ist die Genehmigung des Platzbetreibers einzuholen (siehe auch: Prior Permission Required).
Landeplätze sollten einen Bauschutzbereich nach § 17 LuftVG besitzen.

### Segelfluggelände
Segelfluggelände dürfen nur von Segelflugzeugen uneingeschränkt genutzt werden. Motorflugzeuge dürfen nur starten und landen, wenn sie dort stationiert oder im Besitz einer Außenstart- und Landegenehmigung für diesen Flugplatz sind.

### Militärflugplätze
Wie bereits oben dargestellt, sind militärische Flugplätze in Deutschland rechtlich, organisatorisch und räumlich aus der Gliederung für zivile Flugplätze gelöst. Die Bundeswehr weicht von der oben genannten Untergliederung ab; sie unterteilt – unabhängig von Größe und Ausbauzustand – ihre Militärflugplätze entlang der Teilstreitkräfte in Fliegerhorste (Luftwaffe, Marine) und Heeresflugplätze (Heer).

### Sonstige Start- und Landeplätze
Die folgenden Typen von Start- und Landeplätzen gelten in Deutschland rechtlich gesehen nicht als Flugplatz im Sinne des LuftVG.

#### Gelände für Luftsportgeräte
Gelände für nicht motorbetriebene Luftsportgeräte wie Hängegleiterstartplätze und Gleitschirmstartplätze gibt es in Deutschland sehr zahlreich, weil die Flugplatzpflicht auch für Luftsportgeräte gilt.

#### Gelände für Modellflugzeuge
Ferner gibt es noch Gelände, die als Startplatz für elektro- oder verbrennungsmotorbetriebene funkferngesteuerte Flugmodelle dienen. Sie verfügen häufig über keine festen Installationen, teilweise aber auch über befestigte, wenn auch ungleich kleinere Startbahnen und Sicherheitszäune für eventuelle Zuschauer.

### Spitzenreiter in Deutschland in ausgewählten Dimensionen
Ältester deutscher Flugplatz:
- August-Euler-Flugplatz Darmstadt/Griesheim in Griesheim bei Darmstadt

Größte Flugplätze in der Kategorie
- Internationaler Flughafen: Frankfurt
- Regionalflughafen: Frankfurt-Hahn
- Sonderlandeplatz: Flugplatz Hamburg-Finkenwerder (Werksflugplatz Airbus)
- Allgemeine Luftfahrt: Egelsbach
- Ultraleicht-Flugplatz: Ultraleichtfluggelände Altes Lager
- Allgemeine Luftfahrt, insbesondere Segelflug: Oerlinghausen

## Flugplätze in Österreich
Das österreichische Luftfahrtgesetz (LFG) definiert Flugplätze als Land- oder Wasserflächen, die zur ständigen Benützung für den Abflug und für die Landung von Luftfahrzeugen bestimmt sind (§ 58 Absatz 1 LFG). Es unterscheidet folgende Arten von Flugplätzen:
- Militärflugplätze (§ 60 LFG)
- Flughäfen (§ 64 LFG)
- Flugfelder (§ 65 LFG)

Militärflugplätze sind Flugplätze, deren Leitung in den Wirkungsbereich des Bundesministers für Landesverteidigung fällt. Alle übrigen Flugplätze sind Zivilflugplätze (§ 60 LFG). Der Bundesminister für Landesverteidigung kann eine Bewilligung zur zivilen Mitbenutzung von Militärflugplätzen erteilen, wenn keine Interessen der Landesverteidigung entgegenstehen (§ 61 LFG).
Zivilflugplätze werden unterschieden in öffentliche Flugplätze und Privatflugplätze. Öffentliche Flugplätze sind Zivilflugplätze, für die eine Betriebspflicht besteht und die von allen Teilnehmern am Luftverkehr unter den gleichen Bedingungen benützt werden können. Alle übrigen Zivilflugplätze sind Privatflugplätze (§ 63 LFG).
Flughäfen sind öffentliche Flugplätze, die für den internationalen Luftverkehr bestimmt sind und über die hierfür erforderliche Infrastruktur verfügen (§ 64 LFG). Alle anderen Zivilflugplätze sind Flugfelder (§ 65 Absatz 1 LFG).
Alle Arten von Zivilflugplätzen sind bewilligungspflichtig. Für die Erteilung der Zivilfluplatz-Bewilligung ist bei Flughäfen der Bundesminister für Verkehr, Innovation und Technologie, bei Flugfeldern die Bezirksverwaltungsbehörde zuständig (§ 68 LFG). Darüber hinaus ist eine Betriebsaufnahmebewilligung notwendig, um den Flugbetrieb aufnehmen zu können (§ 73 LFG).
§ 9 Absatz 1 LFG legt fest, dass Luftfahrzeuge nur auf Flugplätzen abfliegen oder landen dürfen (Flugplatzzwang). Für Außenstarts und -landungen ist eine Bewilligung durch den Landeshauptmann (§ 9 Absatz 2 LFG) sowie das Einverständnis des Verfügungsberechtigten des betroffenen Grundstücks (§ 9 Absatz 4 LFG) erforderlich. § 10 LFG regelt Ausnahmen von der Bewilligungspflicht für Außenstarts und -landungen. So sind beispielsweise Außenstarts und -landungen von Hängegleitern und Gleitschirmen nicht bewilligungspflichtig.
Für Militärflugplätze, Flughäfen und Flugfelder mit Instrumentenflugbetrieb muss eine Sicherheitszone festgelegt werden. Für alle anderen Flugfelder kann eine Sicherheitszone festgelegt werden, sofern daran ein überwiegendes öffentliches Interesse besteht (§ 86 Absatz 2 LFG). In Sicherheitszonen dürfen Luftfahrthindernisse gemäß § 85 Absatz 1 LFG nur mit Bewilligung der gemäß § 93 zuständigen Behörde errichtet, abgeändert oder erweitert werden.

## Flugplätze in der Schweiz
Das schweizerische Luftfahrtgesetz (LFG) unterscheidet zwei Arten von Flugplätzen:
- Flughäfen (Art. 36a LFG)
- Flugfelder (Art. 36b LFG)

Beide Arten von Flugplätzen sind genehmigungspflichtig. Flughäfen benötigen eine Betriebskonzession. Diese wird vom Eidgenössischen Departement für Umwelt, Verkehr, Energie und Kommunikation (UVEK) erteilt. Flughäfen dienen dem öffentlichen Verkehr. Sie sollen grundsätzlich allen Luftfahrzeugen im internationalen und nationalen Verkehr zur Verfügung stehen. Flugfelder benötigen eine Betriebsbewilligung. Diese wird vom Bundesamt für Zivilluftfahrt (BAZL) erteilt.
Weiterhin regelt Art. 38 LFG, dass, soweit es die militärischen Interessen erlauben, die bundeseigenen Militärflugplätze auch für die Benützung durch die Zivilluftfahrt freizugeben sind.
Im Sachplan Verkehr, Teil Infrastruktur Luftfahrt (SIL) werden Flugplätze ferner unterschieden in:
- Landesflughäfen
- Regionalflughäfen
- Flugfelder
- Heliports
- zivil mitbenützte Militärflugplätze

Der SIL ist ein raumplanerisches Instrument. Daher sind die obigen Flugplatzkategorien keine luftrechtlichen Kategorien. Luftrechtlich sind Landesflughäfen und Regionalflughäfen Flughäfen, während Heliports Flugfelder sind.
Laut Art. 36c LFG muss der Flugplatzhalter ein Betriebsreglement erlassen. Darin kann festgelegt werden, dass die Benutzung des Flugplatzes nur mit der ausdrücklichen vorherigen Erlaubnis des Flugplatzhalters gestattet ist (PPR) oder dass die Benutzung des Flugplatzes ausschließlich einem beschränkten Benutzerkreis offen steht (Restricted). Der Benutzerkreis kann beispielsweise auf Segelflug eingeschränkt werden, wodurch faktisch ein Segelflugfeld entsteht (was aber, wie oben beschrieben, keine eigene luftrechtliche Flugplatzkategorie darstellt). Flugplätze, deren Benutzerkreis eingeschränkt ist, werden im Luftfahrthandbuch Schweiz mit dem Zusatz „R“ gekennzeichnet (Beispiel: Amlikon „R“).
Art. 8 Absatz 1 LFG legt fest, dass Luftfahrzeuge nur auf Flugplätzen abfliegen oder landen dürfen (Flugplatzpflicht). Alle Starts und Landungen, die nicht auf Flugplätzen durchgeführt werden, sind Außenlandungen. In Art. 8 Absatz 3 LFG wird festgelegt, dass Außenlandungen im Gebirge nur auf Landeplätzen erfolgen dürfen, die vom UVEK im Einverständnis mit dem Eidgenössischen Departement für Verteidigung, Bevölkerungsschutz und Sport (VBS) und den zuständigen kantonalen Behörden bezeichnet werden. Diese Gebirgslandeplätze sind in der Verordnung über die Infrastruktur der Luftfahrt (VIL) definiert als Landestellen über 1100 m über Meer, die Ausbildungs-, Übungs- und sportlichen Zwecken oder der Personenbeförderung zu touristischen Zwecken dienen (Art. 54 Absatz 1 VIL). Es werden maximal 40 Gebirgslandeplätze bezeichnet (Art. 54 Absatz 3 VIL). Die Aussenlandeverordnung (AuLaV) legt fest, dass eine für Außenlandungen vorgesehene Stelle nicht wie ein Flugplatz eingerichtet sein darf. Es dürfen dort nur völlig untergeordnete Infrastrukturen gebaut werden, die aber keine Luftfahrtanlagen darstellen, beispielsweise Windsäcke oder optische Hilfen wie Markierungen oder Befeuerungen (Art. 39 AuLaV). Landeplätze sind daher gemäß dem schweizerischen Luftrecht keine Flugplätze.